# Michael Düblin
Michael Düblin (* 20. Januar 1964 in Basel) ist ein Schweizer Schriftsteller.
Düblin wuchs in Oberwil im Kanton Basel-Landschaft auf. 1982 gründete er die Zeitschrift ON THE ROAD und den gleichnamigen Verlag, in dem u. a. Erstlingstitel von Christian Schmid und Roger Monnerat erschienen. 1984 erhielt er gemeinsam mit Ulrich Johannes Beil den Vera-Piller-Lyrikpreis. 1985 war er selbständiger Redaktor des Literaturzirkels der Zeitschrift BwieBasel. 
1995 absolvierte er die Technikerschule für Informatik und war daraufhin als Leiter Informatik des Schwabe Verlags Basel tätig.

## Werke
- Zwölf Runden. Roman. Verlag die Brotsuppe, Biel 2008, ISBN 978-3-905689-24-2.
- Der Alpenflug. Roman. Verlag Johannes Petri, Basel 2012, ISBN 978-3-03784-022-1.
- Der kalte Saphir. Roman. Verlag Johannes Petri, Basel 2016, ISBN 978-3-03784-098-6.
- Analog. Roman. Zytglogge Verlag, Basel 2019, ISBN 978-3-7296-5020-6.
- Die Geschichte nach der Geschichte. Roman. Zytglogge Verlag, Basel 2022, ISBN 978-3-7296-5077-0.[3]